# Mark Bosnich
Mark Bosnich (13 de enero de 1972) es un exfutbolista australiano, se desempeñaba como guardameta y llegó a jugar en clubes como el Manchester United o el Chelsea, su último club fue el Sydney Olympic.

## Biografía

### Manchester y Aston Villa
Aunque nacido en Fairfield, se mudó de joven a Sídney, empezando a jugar con el Sydney United hasta 1988, cuando con 16 años fue transferido al Manchester United, haciendo su debut en 1990 en un partido contra el Wimbledon FC. Después de jugar solo 3 partidos con los Red Devil, fue transferido al Aston Villa en febrero de 1992.
Bosnich no tuvo demasiada presencia en el Aston Villa sus primeras temporadas, pero a partir de la temporada 1995-96 fue considerado uno de los mejores porteros de la Premier League.
En 1996, Bosnich fue sancionado al realizar un saludo nazi a los espectadores del Tottenham Hotspur (un club con un gran número de seguidores judíos).
En 1999, y después de finalizar su contrato con el club de Villa Park, Bosnich regresó de nuevo al Manchester United firmando como agente libre.

### El regreso
Por aquel entonces, el Manchester buscaba un reemplazo a Peter Schmeichel, y el entrenador Alex Ferguson creyó encontrarlo en el australiano Bosnich. Aunque la tarea de reemplazar a Schmeichel le quedó grande a Bosnich, ya que en verano del año 2000, el Manchester fichó a Fabien Barthez, procedente de la Ligue 1 francesa y Bosnich quedó relegado a la suplencia, rechazando una oferta de cesión al Celtic FC escocés para pelear por la titularidad. En la selección de fútbol de Australia, Bosnich también perdió su puesto de titular en favor de Mark Schwarzer.

### Chelsea FC
Completamente eclipsado por Barthez, Bosnich decidió fichar en enero de 2001 por el Chelsea FC de Londres. Problemas con lesiones y su estado de forma le impidieron jugar de manera continuada. En septiembre de 2002, Bosnich dio positivo en un control antidrogas y fue sancionado por el Chelsea sin jugar 9 meses, en verano de 2003, rescindió su contrato con el Chelsea.

### Exilio y retorno
Bosnich trató entonces de seguir jugando, estando a punto de fichar por el Bolton Wanderers. En otoño de 2004 estuvo a prueba con el Walsall FC.
Bosnich tuvo problemas con su adicción con la cocaína, en una ocasión, disparó a su padre con un rifle de aire comprimido. En 2007, Bosnich pasó a ser el entrenador de porteros del Queens Park Rangers, declarando sus ganas de seguir compitiendo como profesional.

## Clubes
| Club                   | País       | Año       |
| ---------------------- | ---------- | --------- |
| Sydney United          | Australia  | 1988-1989 |
| Manchester United      | Inglaterra | 1989-1992 |
| Aston Villa FC         | Inglaterra | 1992-1999 |
| Manchester United      | Inglaterra | 1999-2001 |
| Chelsea FC             | Inglaterra | 2001-2003 |
| Central Coast Mariners | Australia  | 2008      |
| Sydney Olympic         | Australia  | 2009      |

## Palmarés
Aston Villa FC
- Carling Cup: 1994, 1996

Manchester United
- Premier League: 1999-00
- Copa Intercontinental: 1999

| Predecesor: Paul Okon | Futbolista del año en Oceanía 1997 | Sucesor: Christian Karembeu |

- Datos: Q350628
- Multimedia: Mark Bosnich / Q350628